# Arte longobardo
El arte longobardo se desarrolló en la Península itálica desde mediados del siglo VI hasta mediados del siglo VIII, es, por tanto, un arte medieval precedente del románico. Tras la división del territorio en ducados, cada uno desarrolló sus distintas características, desencadenando así en la homogeneidad del arte longobardo. Artísticamente, es mucho menos estricto que los otros pueblos debido a que no contaban con una gran tradición.

## Contexto histórico
Los longobardos o lombardos, también llamados vinilos, fueron un pueblo germánico procedentes de una isla escandinava, de la que tuvieron que emigrar parte de ellos debido al crecimiento demográfico del pueblo. Este grupo poblacional migratorio, míticamente dirigido por los caudillos Ibor y Avón, junto a su madre Gambara, llegaron a Scoringia, las actuales tierras en las orillas del río Elba, donde tuvieron varias batallas contra los vándalos, pueblo que ya estaba allí asentado y que les pedía un tributo a cambio de ocupar esas tierras. Durante todo este proceso migratorio, en el que pasaron por diferentes territorios como Mauringa o Golanda, se sabe que este pueblo entró en contacto con diferentes civilizaciones tanto germánicas como de otros orígenes, principalmente entrando en guerra con ellos, aunque también se sabe que tuvieron contactos comerciales pacíficos con algunos de estos pueblos.
Los lombardos acabaron conquistando Rugilandia en torno al año 489, tierra de los rugios, a los que expulsaron a base de batallas, ocupando así sus tierras, las cuales se corresponden aproximadamente con el actual norte del Danubio. En torno al año 560, se alza en el poder Alboino, sucesor de Alduino, al que se le ofrece en matrimonio a Clotsvinda, hija del rey franco Clotario I. Bajo su mando, se estableció el reino lombardo de Italia, que duró hasta el año 774. Los longobardos batallaron con los gépidos y, aliándose con los bizantinos y Justiniano I, entraron en guerra con los godos. En el año 582, los longobardos junto a los sajones se dispusieron a ocupar la Península itálica, que en ese momento pertenecía a los francos, consiguiendo conquistar varios territorios del norte. Años más tarde, conquistaron Aquilea, Verona y Milán, a su vez, establecieron su primera capital en Pavía.
Tras el asesinato de Alboino en el año 572 por su segunda mujer, Rosamunda, Clef se alza en el trono y tras un corto periodo de tiempo, de más o menos un año, murió asesinado por un guardia de su séquito, inaugurando así una década de anarquía que recibe el nombre de Periodo de los duques (574 - 584). En esta época, los ducados longobardos Tesino, Bérgamo, Brescia, Trento y Friul se encontraban sin un poder superior por lo que se unieron para saquear la Galia, siendo derrotados en una de sus varias expediciones por Patricio Mumulo. En este periodo de desorden también se llevaron a cabo diferentes expediciones por parte de los francos que trataron de invadir ciertas provincias lombardas sin éxito.
En el año 584 se vuelve a establecer un rey, Autario, sucesor de Clef, denominado también Flavio. Los ducados ceden parte de sus bienes al rey para mantener la monarquía y este concierta la paz con Childerico, rey de los francos, además toma por esposa a Teodolinda, hija de Garibaldo, el rey de Baviera. Y a pesar de la muerte de Autario, esta mantiene su dignidad regia, siendo ella la que elige el siguiente rey, Agilulfo. Además, debido a su amistad con el Papa Gregorio Magno, quien le envía sus Diálogos debido a su fe en Cristo. El rey, a pesar de gobernar a un pueblo pagano, abraza el catolicismo y otorga a la Iglesia muchas posesiones, además de restituir a los obispos. En el 603 los lombardos se convierten al catolicismo abandonando el arrianismo.
Durante un largo periodo de tiempo los lombardos continuaron conquistando territorios hasta que en el año 751 el rey Astolfo se apoderó del Exarcado de Rávena, ante esto el Papa Esteban II trata de negociar una paz con el rey lombardo, pero debido a la ruptura de este tratado de paz que habían acordado, el Papa acaba recurriendo a la ayuda de Pipino el Breve, que derrota a Astolfo y le devuelve los territorios a los Estados Pontificios, consiguiendo así convertirse en el rey de los Francos.
Tras Astolfo, se corona como rey de los lombardos a Desiderio, que intenta invadir los Estados Pontificios, estos vuelven a recurrir a la ayuda de los francos, esta vez a Carlomagno, quien acaba derrotando a Desiderio en el año 774 en Pavía. Este hecho implicó que parte de los territorios centrales de la Península itálica pasasen a manos de la administración del Papado y que Carlomagno se proclamase Rex Francorum et Langobardorum y en sí la propia caída del reino lombardo en Italia.

## Arquitectura longobarda
Este periodo supuso una serie de transformaciones que perduran hasta el final del siglo VIII, lo que se ve reflejado en las obras arquitectónicas.
En la arquitectura civil se aprecia una tendencia defensiva derivada de la situación político-militar, sobre todo por las ofensivas militares de los principales ducados de Espoleto y Benevento. Además hay una inestabilidad generalizada en las urbes de este periodo, por lo que se encuentran edificaciones como castillos construidos en las zonas urbanas y suburbanas. Éstos, al estar en territorios latinos, fueron edificados sobre construcciones tardorromanas, muchos de ellos sobre antiguas domus, como puede ser en la zona del Veneto, de ahí que resulte complejo en ocasiones la datación concreta de sus materiales constructivos.
Debido a esta inestabilidad surgen modelos defensivos amurallados en las zonas limítrofes con territorios pertenecientes aún al imperio, en las que se pueden apreciar con claridad el aprovechamiento de materiales pertenecientes a edificaciones romanas como eran los foros o edificios de espectáculos.
La crisis urbana derivó en un abandono progresivo de edificios tardorromanos en la zona meridional a mediados del siglo VI, en contraposición a ciudades que se benefician de ello, como fueron Benevento o las ciudades portuarias bizantinas de Nápoles o Bari que, presentaron un crecimiento en cuanto a sus edificaciones. Realmente, durante este siglo lo que vamos a encontrar en las urbes de menor tamaño o importancia es una tendencia al abandono, dando así lugar a una arquitectura debilitada y pobre.
Durante la primera mitad del siglo VI no se han conservados muchos ejemplos de la arquitectura longobarda, debido en parte a la reutilización de materiales pétreos y constructivos edificando sobre construcciones romanas y en algunos casos como la Villa real de Monza, sobre edificios de época Ostrogoda.
En cuanto a la tipología constructiva, se cuenta con plantas basilicales de influencia paleocristiana aunque con modificaciones, lo que dará lugar a una gran variedad de plantas. Un ejemplo es la iglesia monástica de San Salvador de Brescia (553-560), que sigue este esquema de basílica constantiniana. Consta de tres naves separadas por columnas reutilizadas que, a su vez, sustentan arcos de medio punto.
Otro de los ejemplos que muestra características de la arquitectura longobarda es el llamado Templo de Clitunno en la región de Umbría. Se trata de una pequeña iglesia dedicada a San Salvador que reutiliza un antiguo templo romano de orden corintio.

## Pintura longobarda
La pintura longobarda cuenta con muy pocos ejemplos debido a diferentes factores que dificultaron su conservación y desarrollo. Uno de los mejores ejemplos conservados son los frescos de Castelseprio, situados en la Iglesia de Santa Maria fortis portas, en la provincia italiana de Varese.

### Los frescos de Castelseprio según Meyer Schapiro
Meyer Schapiro, un destacado historiador del arte del siglo XX, presentó una teoría sobre la datación de los frescos de Castelseprio. Estas pinturas destacaban por su complejidad y estilo, ya que, a diferencia de otros frescos medievales en Italia, estas pinturas muestran influencias orientales y bizantinas, así como características iconográficas y estilísticas que recuerdan al arte clásico. Schapiro fue uno de los primeros en analizar estos frescos en profundidad y propuso una datación totalmente diferente a la que se creía en el momento. En su análisis sugirió que los frescos de Castelseprio no pertenecían a la Alta Edad Media, como muchos investigadores habían pensado inicialmente, sino que probablemente fueron pintados en el siglo VII o VIII.

### Miniatura longobarda
Se conservan algunas miniaturas longobardas en las que se observa la continuación de la tradición y técnica romana. Durante este periodo se desarrolló la escuela lombarda, también conocida como la Escuela de Benevento, que se ocupaba principalmente de la creación de miniatura y pintura en la Alta Edad Media.
Un ejemplo es el Evangelio de San Agustín de Canterbury o Evangelios de San Agustín del siglo VI, aunque se han planteado distintas cronologías. Se trata de una pintura única de la que no se conservan imitaciones.

## Escultura longobarda
La escultura longobarda se caracteriza por ser generalmente decorativa, destacando principalmente los relieves que se encuentran en las arquitecturas de carácter religioso o funerario, y en menor medida, las esculturas de bulto redondo. La técnica empleada generalmente era el estucado. Los materiales utilizados principalmente fueron la piedra y el mármol, aunque también se empleaba el uso del metal con menos frecuencia.
Se cuenta con diferentes motivos representativos donde abundan las formas geométricas, principalmente líneas rectas, círculos y formas entrelazadas creando nudos; elementos de la naturaleza como flores, enredaderas y animales, destacando las aves como el águila o el pavo real. A su vez, dichas representaciones escultóricas contienen un gran simbolismo, pues abundan las cruces, este tipo de imágenes se encuentran en monasterios y templos cristianos. Si se observan las representaciones humanas, apreciamos un carácter arcaico pues encontramos imágenes que carecen de expresión en el rostro, con ojos muy grandes, verticalidad en los cuerpos y ropajes, obras muy rígidas y alejadas del realismo.
La escultura longobarda cuenta con una gran escasez de obras debido a la falta y dificultad de conservación de las obras, pero entre los ejemplos existentes destacan el Altar de Ratchis, las columnas de la Basílica de San Salvatore de Spoleto y el Tempietto Longobardo.
El Templete Longobardo, en italiano llamado Tempietto Lombardi, es un templo de carácter religioso que fue mandado construir a mediados del siglo VIII por Astolfo en Cividale del Friuli, Italia. En su día estuvo construido el Palacio del Gastaldo, señor de la ciudad, por lo que se construyó sobre sus restos. En su interior encontramos un friso en el cual se representan a seis santas, tres a cada lado y, en el centro, una ventana coronada por un arco de medio punto decorado con ornamentación vegetal y sustentado sobre dos columnas con capiteles toscanos. El templete estaba realizado en mármol originalmente policromado para mejorar su conservación. La representación de las santas es de carácter arcaico ya que todas tienen una gran similitud en sus rostros y ropajes, con una expresión serena y casi sin movilidad, los vestidos muestran ligeros pliegues para darle volumen a la obra pero se marca una gran verticalidad.
El Altar de Ratchis es un altar realizado en mármol originalmente policromado. Cuenta con distintos relieves alrededor de sus caras, en tres de ellas hay pasajes bíblicos cuyos personajes son representados de forma simple y casi sin volúmenes, únicamente dando una ligera sensación de voluminosidad con unas líneas en los ropajes. En el cuarto lado se presenta un pequeño compartimento para guardar las reliquias, por lo que se puede deducir que este lado del altar no estaba visible al público.

## Orfebrería longobarda
La orfebrería longobarda se caracteriza por el sincretismo de distintas culturas, específicamente en el ámbito de las técnicas orfebres, como la filigrana, el granulado y el kerbschnitt germánicos; el engastado y el camafeo romanos y el cloisonné bizantino. Todas estas técnicas aportaban idea de antigüedad y prestigio a las nuevas joyas.
La orfebrería para los longobardos simbolizaba el poder, ya que al ser un pueblo nómada invertían su riqueza en objetos que pudiesen portar con ellos. Además, las funciones de las joyas facilitaban esa visión de poder, debido a que eran usadas para ceremonias cortesanas y litúrgicas, regalos diplomáticos y donaciones religiosas, como imitación de la moda imperial y como función apotropaica.
La Corona de hierro de Teodolinda es una corona votiva creada hacia el siglo IV o VI. Está formada por seis placas de oro adornadas por esmalte cloisonné y piedras preciosas. En el interior hay una lámina circular de metal, de la que toma el nombre de férrea, que, según la leyenda, fue hecha con el hierro de uno de los clavos que se usaron en la crucifixión de Cristo, por lo que la corona también está considerada una reliquia.
El Evangeliario de Teodolinda es un libro joya datado del año 603. Fue un regalo del Papa Gregorio Magno a Teodolinda en agradecimiento por la conversión de los lombardos del arrianismo al catolicismo. La encuadernación está formada por dos planchas de oro decoradas con cruces gemadas, esmaltes, pedrería, vitrinas y camafeos antiguos incrustados, los bordes están hechos con filigrana, por hilos de metal esmaltados y empastados.
La Cruz de Agilulfo es una cruz votiva que data de principios del siglo VII. Tiene forma de cruz latina con los brazos ligeramente ensanchados en los extremos, está hecha en oro y piedras preciosas engastadas en marcos metálicos que se alternan entre piedras blancas y azules, redondas y rectangulares, estas piedras probablemente tenían una función apotropaica. En el contorno hay seis cadenas colgantes que terminan en perlas de oro. Además, cuenta con representaciones de Cristo, arcángeles y apóstoles.
Entre las obras de orfebrería longobarda también destacan el Casco de Val-di-Nievole, la Cruz de Teodolinda o Cruz de Adaloaldo, la Cruz de Gisulfo y la Chioccia con los polluelos.